# Arvo Rytkönen
Arvo Rytkönen, född 4 november 1929 i Vederlax, död 24 februari 1980 i Bonn, var en finländsk diplomat och minister.
Rytkönen var anställd vid riksdagsbiblioteket 1951–1957 och blev politices kandidat 1957. Han antogs 1958 som attachéaspirant vid utrikesministeriet, varefter karriären gick via ambassaderna i Moskva och Alger till generalkonsul i dåvarande Leningrad 1970. Han blev chef för handelspolitiska avdelningen 1973 och understatssekreterare 1976. Däremellan var han handels- och industriminister i Liinamaas tjänstemannaregering 1975. 
Då Finlands och Sovjetunionens politiska ledare hade omfattat tanken på ett program på lång sikt för handelsutbytet var det Rytkönen, som hade förvärvat gedigna kunskaper om östhandeln, som utarbetade ett konkret handelsprogram. Han lyckades motverka sovjetiska expansionsplaner in i finländskt näringsliv via ett planerat ryskt trävarubolag. Han insåg tidigt att Finland inte fick bli för ensidigt beroende av den ryska oljeimporten. Han skötte förhandlingar med Saudiarabien med framgång och fick till stånd en samarbetskommission med det rika oljelandet. 
Rytkönen utsågs till ambassadör i Bonn 1979. Där hann han verka endast ett år innan han avled genom en olyckshändelse i hemmet 1980.
Som bevis på Rytkönens förmåga att påverka kan nämnas att Springer-pressens ledande organ Die Welt meddelade "som en vänskapsgest till ambassadören" att man avstår från att använda ordet Finnlandisierung.

## Utmärkelser
- Riddartecknet av I klass av Finlands Lejons orden,  1967[1]
- Andra graden av Folkrepubliken Polens förtjänstorden,  1974[1]
- Folkvänskapens stjärna i i silver,  1974[1]
- Kommendör av 1. klass av Nordstjärneorden,  1974[1]
- Storofficer av Oranien-Nassauorden,  1974[1]
- Kommendörstecknet av I klass av Finlands Lejons orden,  1976[1]
- Storofficer i guld av Österrikiska republikens förtjänstorden,  1977[1]
- Förbundsrepubliken Tysklands förtjänstorden - stora kommendörskorset med stjärna,  1977[1]

[Redigera Wikidata]